# Йосипівці (Шепетівський район)
Йо́сипівці, Новинь — село в Україні, у Білогірській селищній громаді Шепетівського району Хмельницької області. До 2020 орган місцевого самоврядування — Йосиповецька сільська рада. Село було центром сільської ради.

## Історія
Село Йосипівці виникло внаслідок природних умов. По балці протікала невелика річка , на північ від якої росли мішані ліси з дуба, граба, берези сосни, вільхи. На північних і південних схилах балки поселились перші жителі. Першим був житель Юзько, від його імені виникла назва населеного пункту Юзьківці, а пізніше ця назва змінилася на Юськівці. У 1947р. Юськівці перейменовано на Йосипівці. Після Другого поділу Речі Посполитої 1793 р., село відійшло до Російської імперії.
Виходячи із розповіді старожила села Йосипівці Ткачука Якова Юхимовича, школа в селі була відкрита в 1904 році. В ній викладав один вчитель. Класів, як таких не було, а були перша, друга, третя і четверта групи. Діти вчилися російською мовою, їх примушували вчити напам'ять Закон Божий. Учні були різного віку, але входили до однієї групи. Остаточно неписьменність змогли побороти лиш при радянській владі, завдяки створенню на основі цієї школи лікнепу.
До Жовтневої революції в селі жив пан Казимир Могильницький, у якого було 300 десятин землі разом з лісом. В маєтку пана працювало 12 робітників. Населення займалось також ремеслом: виробляли вози, граблі, діжки, посуд, серпи. Щоб прогодувати сім'ї, селяни змушені були йти на заробітки до пана, а деякі — в міста, і незначна кількість виїхала на заробітки в Америку. 1905 року, під час революційних подій, панський маєток був спалений селянами.
7 (20) листопада 1917 року, відповідно до Третього Універсалу Української Центральної Ради, увійшло до складу Української Народної Республіки.
У 1917-1921 роках у селі багато разів змінювалась влада. Остаточно у 1921 році закріпились більшовики. 1922 року була організована сільська рада, яку очолив робітник із 25-тисячників Самулінський. У 1929р. були організовані СОЗи. Поля до війни обробляли кіньми, яких налічувалось 105. В господарстві були молотилка, 45 плугів, 45 троянів, ЗО корів, 35 свиноматок, 60 голів молодняку. В 1934 році жителі села за наказом розібрали церкву і з неї побудували школу і сільський клуб. В приміщенні клубу також була пошта та магазин. Клуб організувався спочатку на 50—60 місць, а потім його розширили на 150—200 місць. Був організований гурток художньої самодіяльності. У тому ж самому 1934 році в селі відкрито амбулаторію.
В роки Другої світової війни село Йосипівці було окуповане на початку липня 1941 року. Німці з перших днів окупації наводили свої порядки. Для управління селом був поставлений староста. Під час окупації нацисти вивезли до 70 чоловік у Німеччину на примусові роботи. Тоді ж в селі діяла підпільна комуністична організація. Центром підпільної організації було село Михайлівка.
Село Йосипівці було визволене на початку лютого 1944 року. За бойові заслуги в роки Другої світової війни 9 осіб нагороджено орденами і медалями. Після закінчення війни сільчани приступили до активної відбудови села. У 1945 році було збудовано конюшню, свинарника і в 1946 році корівника. Також було збудовано нове шкільне приміщення. В 1946 році було проведено укрупнення колгоспів. Центром було с.Йосипівці. До колгоспу ввійшли колгоспи: ім. Леніна — с. Гурщина, ім. Ворошилова — с. Загірці. Село повністю електрифіковано і радіофіковано з 1953р. На території села була восьмирічна школа, амбулаторія, бібліотека.
12 червня 2020 року, відповідно до розпорядження Кабінету Міністрів України № 727-р «Про визначення адміністративних центрів та затвердження територій територіальних громад Хмельницької області», увійшло до складу Білогірської селищної громади.
19 липня 2020 року, в результаті адміністративно-територіальної реформи та ліквідації Білогірського району, село увійшло до складу новоутвореного Шепетівського району.

## Населення
Населення села за переписом 2001 року становило 316 осіб, у 2011 році — 256 осіб.

## Пам'ятки природи
- Йосиповецький ландшафтний заказник
- Йосиповецькі краєвиди